# Kaffeautomat

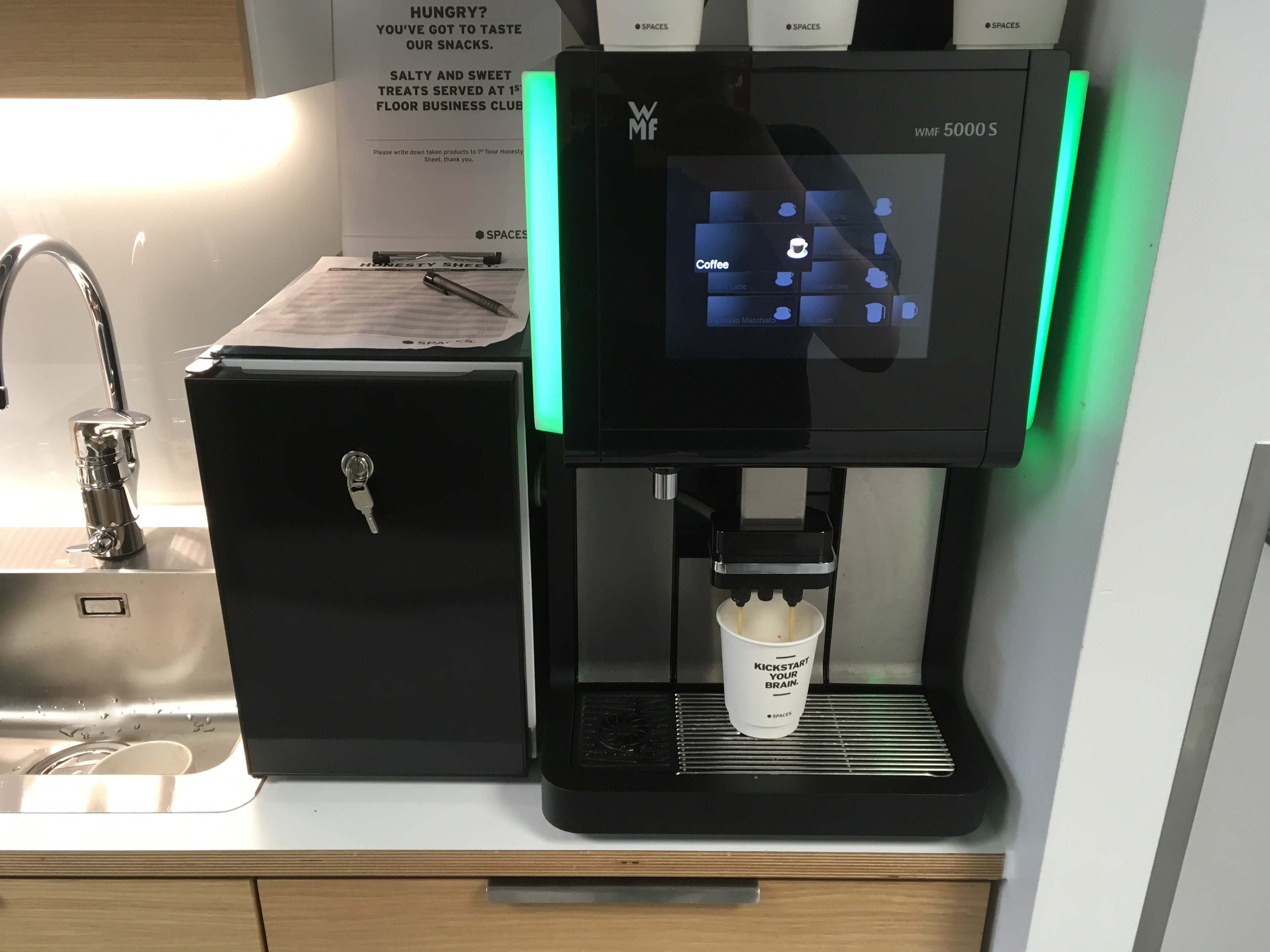
En kaffeautomat.

En kaffeautomat är en automat för varma drycker som kaffe och kaffedrycker som exempelvis cappuccino och espresso, men även till exempel varm choklad. Användaren ställer en kopp i maskinen och trycker på en knapp för önskad dryck. Kaffeautomater på offentliga platser brukar ha myntinkast. På arbetsplatser kan drycken ibland vara en kostnadsfri arbetsförmån för personalen. Ofta anlitas företag som hyr ut automaten och ansvarar för service av den.
Det finns fyra huvudgrupper av kaffeautomater:
- För espressometoden. Ofta används hela kaffebönor som mals kopp för kopp och sedan bryggs kaffet under tryck enligt espressometoden. Används främst till espresso. En del modeller har behållare för mjölk och kan därför även producera cappuccino, caffelatte med mera.
- För filterkaffe. Finns för hela bönor och för färdigmalet kaffe. Brygger kopp för kopp, i kanna eller i större mängd beroende på modell.
- För snabbkaffe. Maskinerna använder pulverprodukter som pulverkaffe, choklad, te med mera.
- För kaffekoncentrat. Maskinen blandar koncentratet med hett vatten och portionerar ut kopp för kopp eller större volymer.

Små maskiner för till exempel kontorsbruk brukar ha en inbyggd vattentank för manuell påfyllning, medan större maskiner anslutes till vattensystemet som fyller på vatten automatiskt.